# Jean-Baptiste Bréval
Jean-Baptiste Bréval   (París, 6 de novembre de 1753 - Colligis-Crandelain, 18 de març de 1823) va ser un violoncel·lista i compositor francès. Va escriure sobretot peces per al seu propi instrument i va interpretar moltes estrenes mundials de les seves pròpies peces.

## Biografia
Bréval va néixer a París i va estudiar amb François Cupis (1735-1810) i Martin Berteau. El 1774 era un actiu professor de violoncel. El 1775 va publicar el seu opus 1, sis quartets concertants. El 1776 entrà a formar part de la "Société Académique des Enfants d'Apollon". Començant la seva carrera interpretant una de les seves sonates en un Concert Spirituel el 1778, va passar a formar part de la seva orquestra de 1781 a 1791 i de 1791 a 1800 va tocar a l'orquestra del Théâtre Feydeau.
Més tard, es va implicar en l'administració dels «Concerts de la rue de Cléry» i va formar part de l'orquestra de l'Òpera de París. Es va retirar de l'orquestra el 1816. "L'Allgemeine musikalische Zeitung" afirma que Bréval va ensenyar al Conservatori, tot i que els documents del Conservatori no ho poden comprovar. No obstant això, les composicions de Bréval van ser definitivament utilitzades per a la instrucció al Conservatori. Bréval va morir a Colligis, Aisne.

## Composicions
Les composicions de Bréval escrites entre el 1775 i el 1805 consistien principalment en peces instrumentals. La seva música reflectia l'amor parisenc per les melodies elegants i els ritmes enèrgics. Abans de 1784, les seves obres eren normalment dues o tres composicions de moviment que utilitzaven la forma de sonata i rondo, o bé un treball d'un moviment que utilitzava variacions. Els seus darrers treballs, com Symphonie concertante per a clarinet, trompa i fagot, Op. 38 (c1795), mostren diversitat i experimentació. Els seus concerts, escrits per a la seva pròpia interpretació, van ser influenciats per Giovanni Battista Viotti, que va utilitzar una organització temàtica precisa intercalada amb passatges virtuosístics.

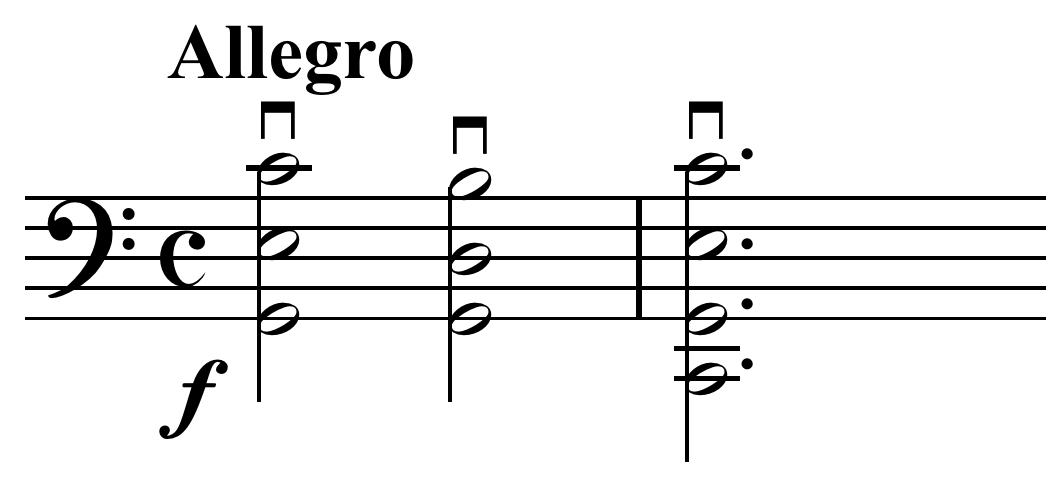
Passatge del començament de la
Sonata en Do major per a violoncel i piano

Bréval és molt conegut per la seva Sonata en Do major op. 40, núm. 1, que és un dels clàssics de la literatura per a violoncel per a estudiants, i sovint una de les primeres sonates completes que aprendrà un estudiant de violoncel. La versió original està disponible a diversos editors diferents. També s'han publicat versions transcrites per a altres instruments de corda, inclosa la viola i per a clarinet baix.
Bréval va escriure simfonies, set concerts per a violoncel, 4 sonates per a violoncel, diverses músiques de cambra, incloent cinc conjunts de duets per a violoncel, així com una òpera còmica. Potser la seva obra més important i influent va ser Traité du Violoncelle (1804), un mètode per a violoncel. Probablement va ser el primer tractat sistemàtic sobre el violoncel. Tot i això, no va ser ben rebut ja que passava per alt els creixents avenços tècnics en el disseny del violoncel que permetien un major virtuosisme de l'instrument.